# Šaruhen
Šaruhen je bil staroveško mesto v Negevski puščavi ali morda v Gazi. Hiksi so se po izgonu iz Egipta v drugi polovici 16. stoletja pr. n. št. umaknili v Šaruhen in ga utrdili. Vojska faraona Ahmoza I. je po tri leta trajajočem obleganju mesto osvojila in ga porušila.

## Zgodovina
Uničenje Šaruhena je bilo le prvi korak nove egipčanske vojne politike. Ker so se Egipčani Sedemnajste dinastije počutili zelo ponižane zaradi vladavine Petnajste in Šestnajste hiške dinastije (od okoli 1650 do okoli 1540 pr. n. št.), je tebanska dinastija začela ambiciozno vojno za povrnitev izgubljenega ozemlja, ki jo je proti Apofisu  vodil  vodil faraon  Sekenenre Tao. Ker njegov vojni pohod za izgon Hiksov ni uspel in je sam v bitki s Hiksi padel, je vojno nadaljeval njegov sin Kamoz in napadel hiško prestolnico Avaris. Osvojitev Avarisa  je uspela šele njegovemu precej mlajšemu bratu Ahmozu I., ki je zatem dokončno izgnal Hikse iz celega Egipta. 
Popolno celovitost Egipta je bilo mogoče vzpostaviti in ohraniti samo z razširitvijo egipčanske nadoblasti  na Azijo severno in vzhodno od Egipta. Ahmozu je po tri leta trajajočem obleganju uspelo osvojiti Šahuren in razširiti egipčanski vpliv do Mitanija na severu in Mezopotamije na vzhodu, s čimer je Egipt postal najobsežnejši imperij starega veka.
V Svetem pismu stare zaveze (Jozue 19,6) je Šaruhen omenjen kot dediščina, ki so jo dobili Simeonovi sinovi.

## Prepoznavanje
Mogoči nasledniki starodavnega Šaruhena so naslednja mesta vsa na zelo majhnem  ozemlju ob rekah Nahal Besor in Nahal Gerar:
- Veliko znanstvenikov je prepričanih, da je bil Šaruhen sedanji Tel El Farah jug (31°16′55″N 34°28′57″E / 31.28194°N 34.48250°E) ob reki Nahal Besor blizu meje z Gazo. Najdišče je prvi raziskoval Flinders Petrie v poznih 1920. letih. V mestu je prepoznal svetopisemski Beth-Pelet (Jozue 15:27). Svoje poročilo o izkopavanjih  je  objavil pod naslovom  Beth-Pelet I-II. Osnovo za enačenje Tel Faraha jug s  Šaruhenom je postavil ameriški arheolog William F. Albright.[2]

- Flinders Petrie je v 1930. letih izkopal tudi Tel El Ajjul (31°28′04″N 34°24′15″E / 31.467665°N 34.404297°E) na področju Gaze. Bil je prepričan, da je bil Ajjul starodavna Gaza, kar se je izkazalo za delno napačno. Arheolog Aharon Kempinski je v 1970. letih predlagal, da se Ajjul izenači s Šaruhenom. Izkopavanja v Ajjulu je leta 1999 nadaljevala švedsko-palestinska ekipa arheologov po vodstvom Petra M. Fischerja in Moain Sadeq.

- Anson Rainey, častni professor Univerze v Tel Avivu, je predlagal, da je Šaruhen na sedanjem Tel Herorju na meju z Gazo in okoli 15 km severovzhodno od Faraha jug. Zaradi izjemne velikosti najdišča in pomembnega geografskega položaja njegovo teorijo podpira tudi  kanadski egiptolog in arheolog Donald Bruce Redford.[3]